# Lycée Saint-Louis
El liceu Saint-Louis (Lycée Saint-Louis) és una escola postsecundària altament selectiva ubicada al 6è districte de París, al Barri Llatí. És l'únic liceu francès públic dedicat exclusivament a impartir classes préparatoires aux grandes écoles (CPGE; classes preparatòries per a les Grans Écoles com École Polytechnique, CentraleSupélec a enginyeria i ESSEC Business School, ESCP Business School i HEC Paris en comerç). És conegut per la qualitat del seu ensenyament, la baixa taxa d'acceptació i els resultats que aconsegueix en els exàmens d'ingrés intensament competitius.

## Ex-alumnes famosos
- Paul Dubreil, un matemàtic francès
- Paul Lévy, un matemàtic francès
- Louis Raffy, un matemàtic francés
- Alain Robbe-Grillet, un escriptor i cineasta francès